# Internationales Franz-Schubert-Institut

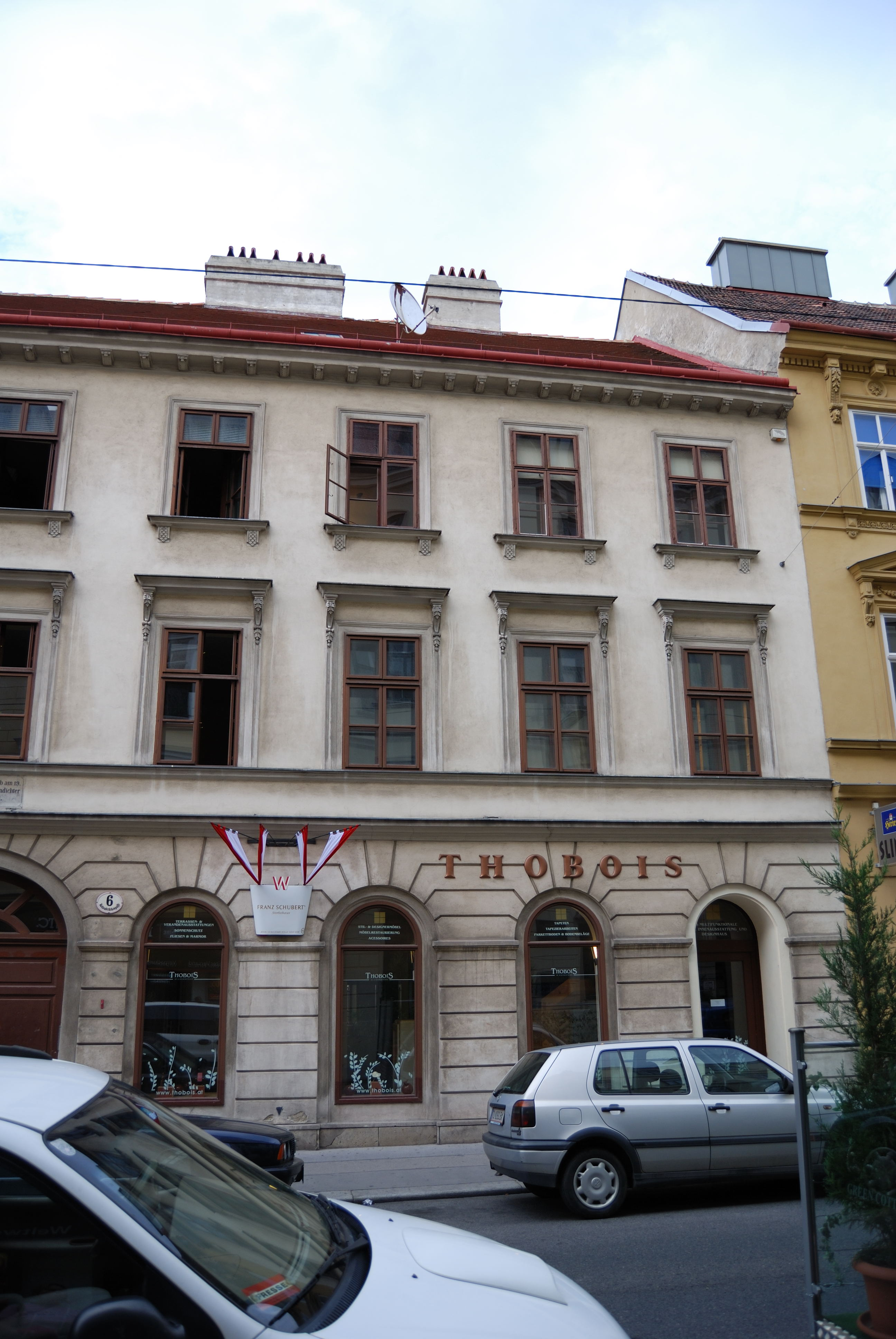
Sitz des IFSI in Schuberts Sterbehaus, Wien-Wieden (IV), Kettenbrückengasse 6

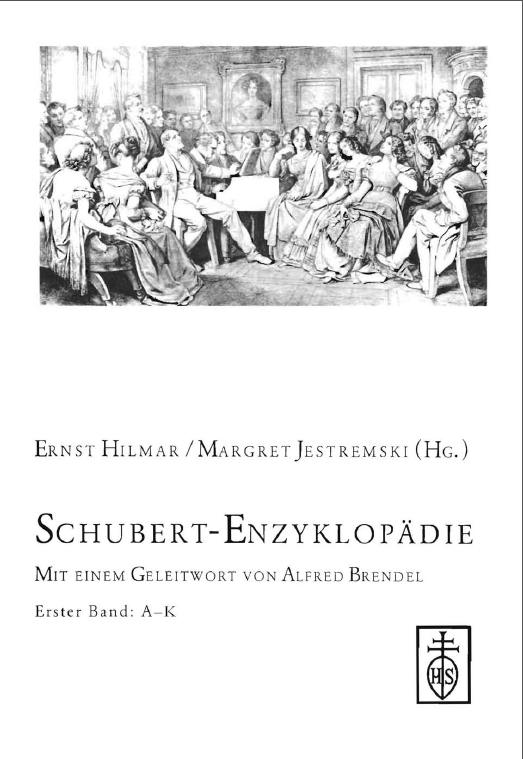
Schubert-Enzyklopädie, Tutzing 2004

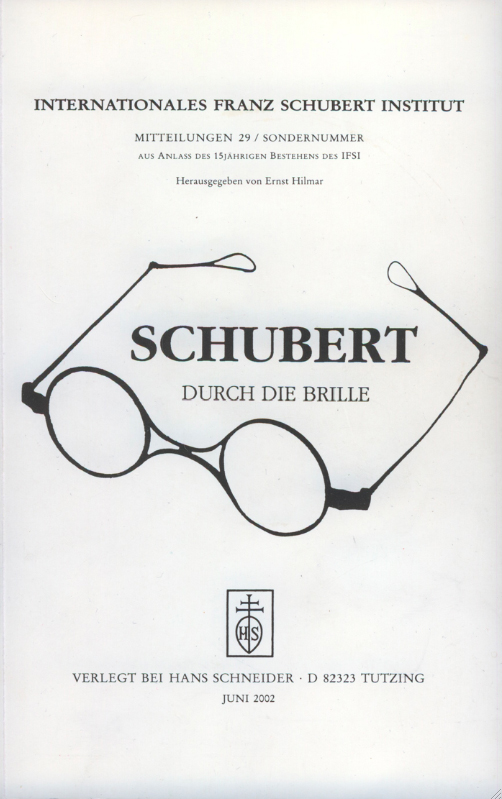
Schubert durch die Brille 29

Das Internationale Franz-Schubert-Institut in Wien war eine von 1987 bis 2005 bestehende wissenschaftliche Gesellschaft, deren Zweck die Erforschung der Werke und der Biografie des Komponisten Franz Schubert war.

## Geschichte
1979 gründete der Leiter der größten Schubert-Autographen-Sammlung in der Wiener Stadt- und Landesbibliothek, Univ.-Doz. Dr. Ernst Hilmar eine Gesellschaft für die Förderung der Schubert-Forschung. Aus dieser ging 1987 das in Wien ansässige Internationale Franz-Schubert-Institut (IFSI) hervor, das zunächst im Franz-Schubert-Konservatorium, später dann aber in Schuberts "Sterbehaus" (Wien-Wieden) in der Kettenbrückengasse angesiedelt war.
Hilmar ging es zunächst darum, ein Forum zu schaffen, in dem anders als in der Tübinger Neuen Schubert-Ausgabe die Lebensdokumente zu Schubert aufgearbeitet werden sollten, nachdem die diesbezüglichen Ausgaben von Otto Erich Deutsch vergriffen waren. Doch entstand sehr bald die Idee, auch wissenschaftliche Studien zum Werk Schuberts (als Bücher) und ein Periodikum herauszubringen, das sich als Forum für die internationale Schubert-Forschung verstand und die Aktivitäten nationaler Vereine koordinieren und deren Synergien bündeln sollte.
Von 1988 bis 2003 gab Hilmar zweimal jährlich das Periodikum Schubert durch die Brille heraus, von dem insgesamt 29 Nummern (ab dem dritten Heft bei Hans Schneider in Tutzing) erschienen. In der Buchreihe erschienen insgesamt 14, teils mehrbändige Titel. Schneider förderte die Publikationen des von Hilmar begründeten Instituts zeit seines Bestehens. Als weiterer Mäzen des IFSI ist dessen Präsident (1987–1992) bzw. Ehrenpräsident (seit 1992) Kommerzialrat Prof. Hans Peter Wertitsch (1939–1996) zu erwähnen.
Hilmar arbeitete eng mit Sängern (Robert Holl, Elisabeth Schwarzkopf, Thomas Hampson, Mathias Hausmann, Josef Protschka), Pianisten (Alfred Brendel, Graham Johnson, David Lutz, Maurizio Pollini), Dirigenten (Claudio Abbado, Peter Gülke, Mario Venzago) und Wissenschaftlern zusammen. Als Autoren für sein Periodikum und seine Buchreihe gewann Hilmar eine ganze Reihe angesehener Schubert-Forscher, darunter Eva Badura-Skoda, András Batta, Erich Benedikt, Werner Bodendorff, Otto Brusatti, Juri Nikolajewitsch Chochlow, Suzannah Clark, Robert O. de Clercq, Jacques Delalande, Thomas A. Denny, Ilija Dürhammer, Walther Dürr, Gabriele Eder, Gunter Elsholz, Hellmut Federhofer, Marius Flothuis, Christopher H. Gibbs, David Goldberger, David Gramit, Renate Hilmar-Voit, Clemens Höslinger, Hans-Joachim Hinrichsen, Reinhard van Hoorickx, Friederike Janecka-Jary, Margret Jestremski, Susan Kagan, Franz Krautwurst, Karsten Lehl, Andrea Lindmayr-Brandl, Walburga Litschauer, Michael Lorenz, Andreas Mayer, Elizabeth Norman McKay, David Montgomery, Brian Newbould, Erich Wolfgang Partsch, Christian Pollack, Lucia Porhansl, Nicholas Rast, John Reed, Paul Reid, Daniel Rieppel, Ares Rolf, Christiane Schumann, Morten Solvik, Mathias Spohr, Rita Steblin, Marie-Elisabeth Tellenbach, Peter Tenhaef, Ralf Tiemann, Egon Voss, Ewan West, Mary Wischusen, Susan Wollenberg und Elmar Worgull.
Im Rahmen der Veröffentlichungen des Instituts entstanden Editionen, Faksimile-Ausgaben, Studien, Dokumentationen, Bibliographien und mehrere Lexika zu Schubert.

## Auflösung
Im November 2001 wurde Hilmar wegen zahlreicher Verstöße gegen die Vereinsstatuten als Generalsekretär abgewählt, blieb allerdings weiter als Herausgeber der Zeitschrift Schubert durch die Brille tätig. Da er aber in seiner Funktion nicht mehr ungehindert schalten und walten konnte und auch seine Pläne einer "Schubert-Stiftung" aus Mangel an Sponsoren scheiterten, zog er sich 2003 als Herausgeber zurück. Hans Schneider machte nach dem Abgang Hilmars seine finanziellen Forderungen an das IFSI geltend, wodurch dem Verein "der Lebensfaden durchtrennt wurde". 2005 wurde das Internationale Franz Schubert Institut auf Beschluss des Vorstandes aufgelöst. Protokoll der letzten Generalversammlungen am 13. April 2005: "Dem Verein ging eine Forderung des Verlags Schneider über Druckkostenbeiträge für „Brille“ 23 bis 30 in der Höhe von EUR 21.228,42 ein, von denen nur EUR 1.500,– (für „Brille“ 30) beglichen werden konnten. Eine Bedeckung des Restbetrags durch Subventionen war nicht möglich, da solche nur für Projekte vergeben werden und nicht zur Sanierung von Altlasten. […] Aufgrund der finanziellen Lage, aber auch in Anbetracht der statutenwidrigen zahlenmäßigen Unterbesetzung des Vorstands, ist eine Weiterführung des Vereins nicht möglich. […] Die Auflösung des Vereins wird bei einer Enthaltung ohne Gegenstimme beschlossen."

## Publikationen
Bücher
- Band 1. Franz Schubert: Drei große Sonaten für das Pianoforte. Faksimile. Tutzing 1987.
- Band 2. Franz Schubert: Der Graf von Gleichen. Oper in zwei Akten (D 918). Faksimile. Tutzing 1988.
- Band 3. Franz Schubert: Bühnenwerke. Kritische Gesamtausgabe der Texte. Tutzing 1988.
- Band 4. E. W. Partsch: Franz Schubert – Der Fortschrittliche? Tutzing 1989.
- Band 5. E. N. McKay: Franz Schubert’s Music for the Theatre. Tutzing 1991.
- Band 6. Franz Schubert: Fantasie in f-Moll D 940 für Klavier zu vier Händen. Tutzing 1991.
- Band 7. Franz Schubert. Alfonso und Estrella. Tutzing 1991.
- Band 8. Schubert-Gedenkstätte Schloß Atzenbrugg. Tutzing 1992 und 2002.
- Band 9. Franz Schubert: "Reliquie". Sonate in C für Klavier D 840. Tutzing 1992.
- Band 10.1. Franz Schubert. Dokumente 1817–1830. Erster Band. Texte. Tutzing 1993.
- Band 10.2. Franz Schubert. Dokumente 1801–1830. Erster Band. Texte. Addenda und Kommentar. Tutzing 2003.
- Band 11. H.-J. Hinrichsen: Untersuchungen zur Entwicklung der Sonatenform in der Instrumentalmusik Schuberts. Tutzing 1994.
- Band 12. Franz Schubert. Rosamunde. Tutzing 1996.
- Band 13. F. Krautwurst: George Grove als Schubert-Forscher. Tutzing 2002.
- Band 14. Schubert-Enzyklopädie. Tutzing 2004.

Sonderdrucke
- Fierrabras. Textbuch. Tutzing 1988.
- E. Krenek: Franz Schubert. Ein Porträt. Tutzing 1990.
- Franz Schubert: Ecossaise D 145/8. Albumblatt für Seraphine Schellmann. Tutzing 1990.
- Franz Schubert: Romanze aus dem Romantischen Schauspiel "Rosamunde". Tutzing 1991.
- Ein unbekanntes frühes Schubert-Porträt? Franz Schubert und der Maler Josef Abel. Tutzing 1992.

Zeitschrift
- Schubert durch die Brille, 1–3 Wien 1988/89, 4–30 Tutzing 1990–2003.